# Feleti Sevele
Feleti Vakaʻuta Sevele, né le 7 juillet 1944 à Nukuʻalofa (Tonga), est un homme d'État tongien, Premier ministre du royaume des Tonga de 2006 à 2010.

## Biographie
Il commence ses études secondaires dans son pays à l'Apifo'ou College, qu'il poursuit aux Fidji, d'abord au St John's College à Levuka dans l'île d'Ovalau, puis à la Marist Brothers High School à Suva. Il étudie ensuite au St Bede's College de Christchurch en Nouvelle-Zélande, avant d'aller à l'université de Canterbury, où il obtient un doctorat de géographie économique.
Il est élu parmi les neuf représentants du peuple à l'Assemblée législative tongienne (ou Fale Alea) en 1999, puis réélu en 2002 et 2005. Il est alors désigné ministre du Travail, du Commerce et de l'Industrie. Il négocie l'entrée des Tonga dans l'Organisation mondiale du commerce en décembre 2005. Au début de l'année 2006, il présente un projet de loi sur les conditions de travail, inspiré par la loi fidjienne, en réponse à la grève du service public de 2005.
Il est nommé Premier ministre après la démission subite du prince Lavaka Ata 'Ulukalala le 11 février 2006. Sa nomination fait suite à une série de manifestations pro-démocratiques, qui demandaient une moindre implication de la famille royale dans l'exercice du pouvoir. Le roi Taufa'ahau Tupou IV officialise sa prise de fonction définitivement en le nommant Premier ministre de Tonga le 30 mars 2006, permettant à Sevele d'être le premier homme à accéder à ce rang sans être d'origine noble.
Avant les élections législatives de novembre 2010, il annonce qu'il ne visera pas un nouveau mandat ; Lord Tu‘ivakano lui succède.
Le 30 décembre 2010, peu après avoir quitté ses fonctions, il est l'une des toutes premières personnes à être nommées pair à vie dans la noblesse tongienne, lorsque le roi George Tupou V le fait Lord Sevele of Vailahi, en reconnaissance de services rendus à la nation,.